# Челтер-Мармара
Челте́р-Марма́ра (укр. Челтер-Мармара, крымскотат. Çilter Marmara, Чильтер Мармара) — памятник археологии, пещерный монастырь, расположен на обрыве горы Челтер-Кая, в полутора километрах на северо-запад от села Терновка на территории города Севастополя. Объект культурного наследия народов России федерального значения.

## Описание комплекса
Многие христианские храмы в Крыму возникали именно на тех самых местах, которые в язычестве почитались как священные. Одним из подобных сооружений можно назвать пещерный монастырь Челтер-Мармара, который возник одновременно с Шулданом (VIII век), но более значительным по размерам.
Челтер в переводе с крымскотатарского — «решетка», «сетка», Мармара — название средневековой деревни, находившейся у подножия горы. В нём насчитывается более 50 пещер, расположенных в четыре яруса: кельи, трапезная, хозяйственные и подсобные помещения, 4 храма. В древности они соединялись деревянными лестницами, балкончиками, галереями, напоминавшими ажурную решётку.

## История исследований
В историографии сведения о Челтер встречаются редко, но тем не менее ему были посвящены отдельные, относительно подробные публикации.
Первые полные сведения о монастыре были опубликованы лишь А. Бертье-Делагардом (1886 год), который отметил здесь 50 помещений, из которых 3 были церквями.
Главным храмом исследователь считал большую естественную пещеру длиной более 30 м, в восточной части которой вырублена апсида. Он также подробно изучил церковь в третьем ярусе, аналоги которой Бертье-Делагард видел в малом храме Шулдана и церкви скита на станции Инкерман-1. Опубликовал он и сведения о церкви в четвёртом ярусе, правда, без архитектурных обмеров, а также о культовую пещеру в пятом ярусе, которую определил как маленькую часовню или жильё схимника.
В. Латышев рассмотрел ряд фрагментов надписей Челтера, датируя одну из них, из церкви в 4-м ярусе, 1403 годом.
В 1935 году на территории монастыря проводил археологические исследования В. Бабенчиков. Им были расчищены главная церковь и несколько помещений второго яруса (1941 год). Датировал В. Бабенчиков монастырь XI—XV веками. В ходе указанных работ выяснилось, что собственно церковью был не весь грот, а только его восточная часть.
Сведения о трёх церквях в Челтер-Мармара (без часовни в 5-м ярусе) привёл Н. Репников в «Археологической карте».
Подробнейшее описание монастыря с архитектурными обмерами было составлено Е. В. Веймарном и М. Я. Чорефом (1978 год). Датировали они монастырь VIII—IX столетиями, не приведя при этом никаких серьёзных аргументов (наличие на стене вырезанного равноконечного креста и гробницы, вырубленной в скале, с точки зрения современных данных, никак не может быть признаком для определения узкой даты).
В 1970-х годах на Чилтере проводила архитектурные обмеры Херсонесская экспедиция Института археологии АН СССР, результаты работы которой были опубликованы С. Беляевым и В. Бушенковым (1986 год). В ходе работ было выявлено 56 сохранившихся помещений и 30 сильно разрушенных. Церкви монастыря — главная и в 3-м ярусе — были охарактеризованы кратко, храм же 4-го яруса интерпретирован авторами как хозяйственное помещение, хотя там присутствуют все элементы культового помещения. Без всяких серьёзных аргументов, только на основании иконопоклоннической гипотезы, монастырь был датирован VIII—IX веками.
Архитектурные особенности церквей: № 1, обычная однонефная церковь, с плоским потолком, без каких-либо архитектурных излишеств. Прямых аналогий ему найти не удалось. Надо думать, что по своим параметрам она старшая от ряда инкерманских. Церкви № 2 и 3, как отмечалось, более позднего происхождения и связаны уже с расширением монастыря. Хронологические признаки для датировки церкви № 4 отсутствуют.
Предполагают, что монастырь функционировал с XII—XIII веков до конца XV века.

## Возобновление монастырской обители
С 2007 года на территории монастыря расположен Спасо-Преображенский скит Свято-Климентовского Инкерманского мужского монастыря Симферопольской епархии УПЦ МП.

## Галерея

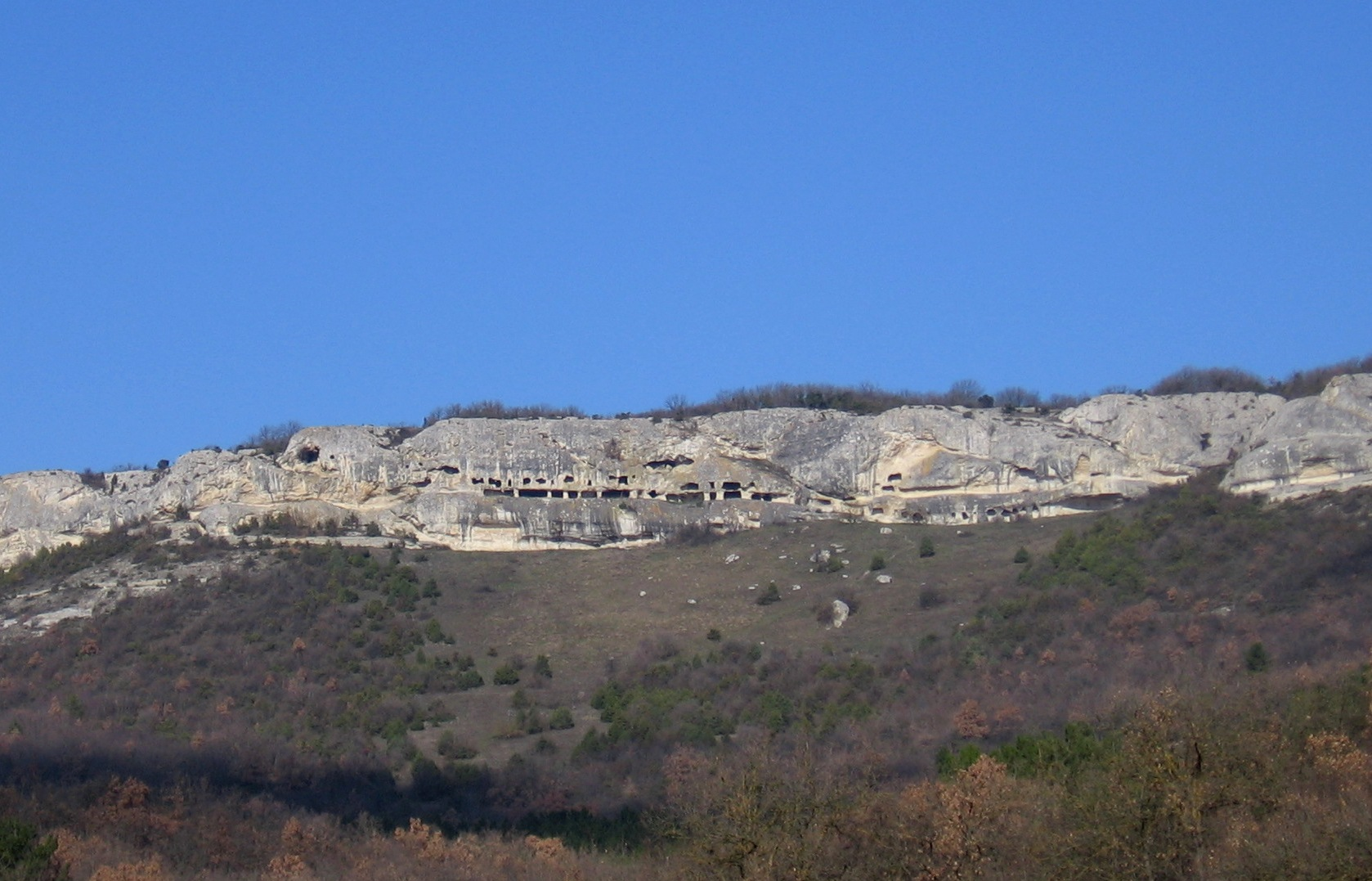
Общий вид с юга
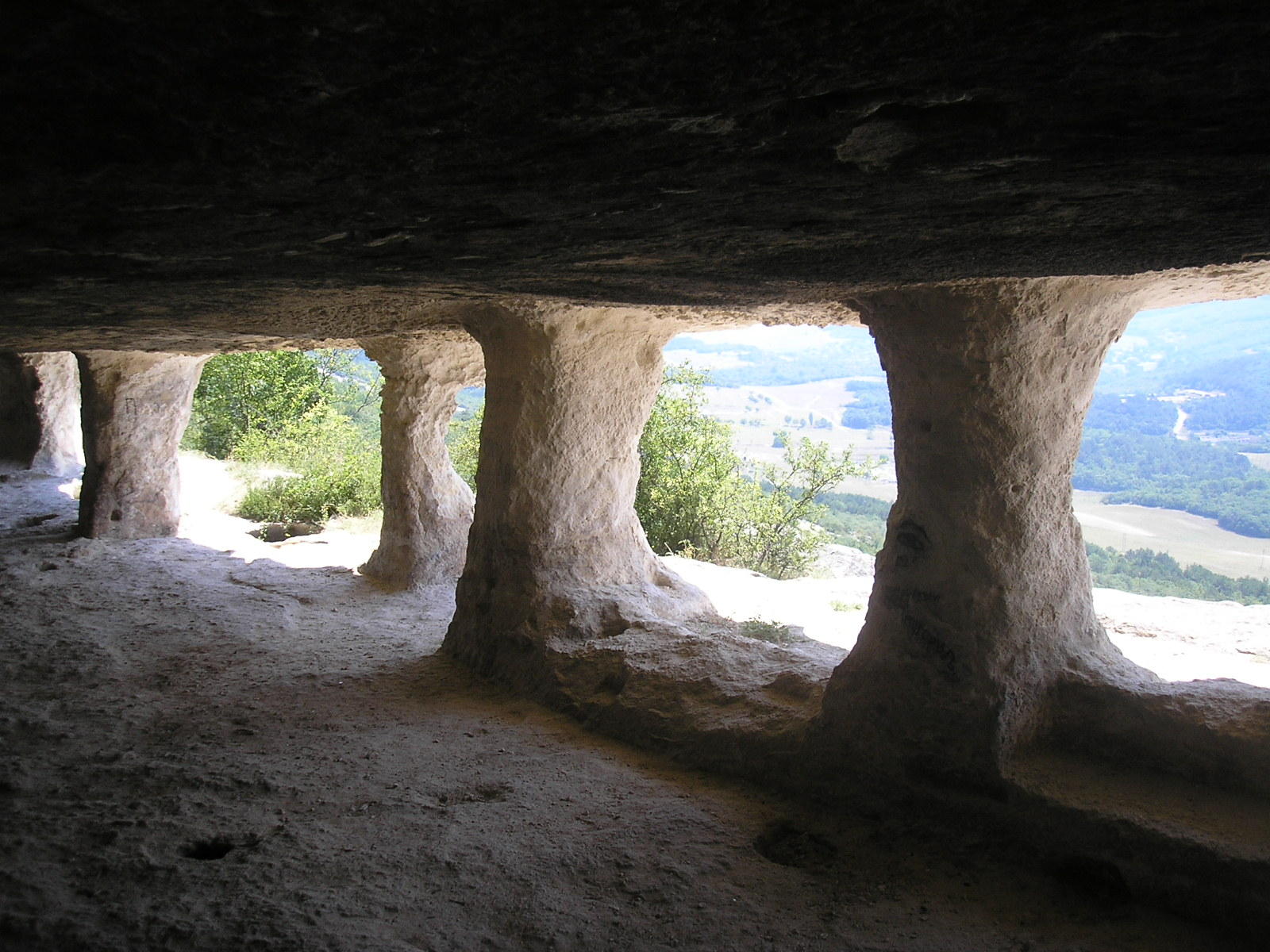
Челтер-Мармара, монастырские своды
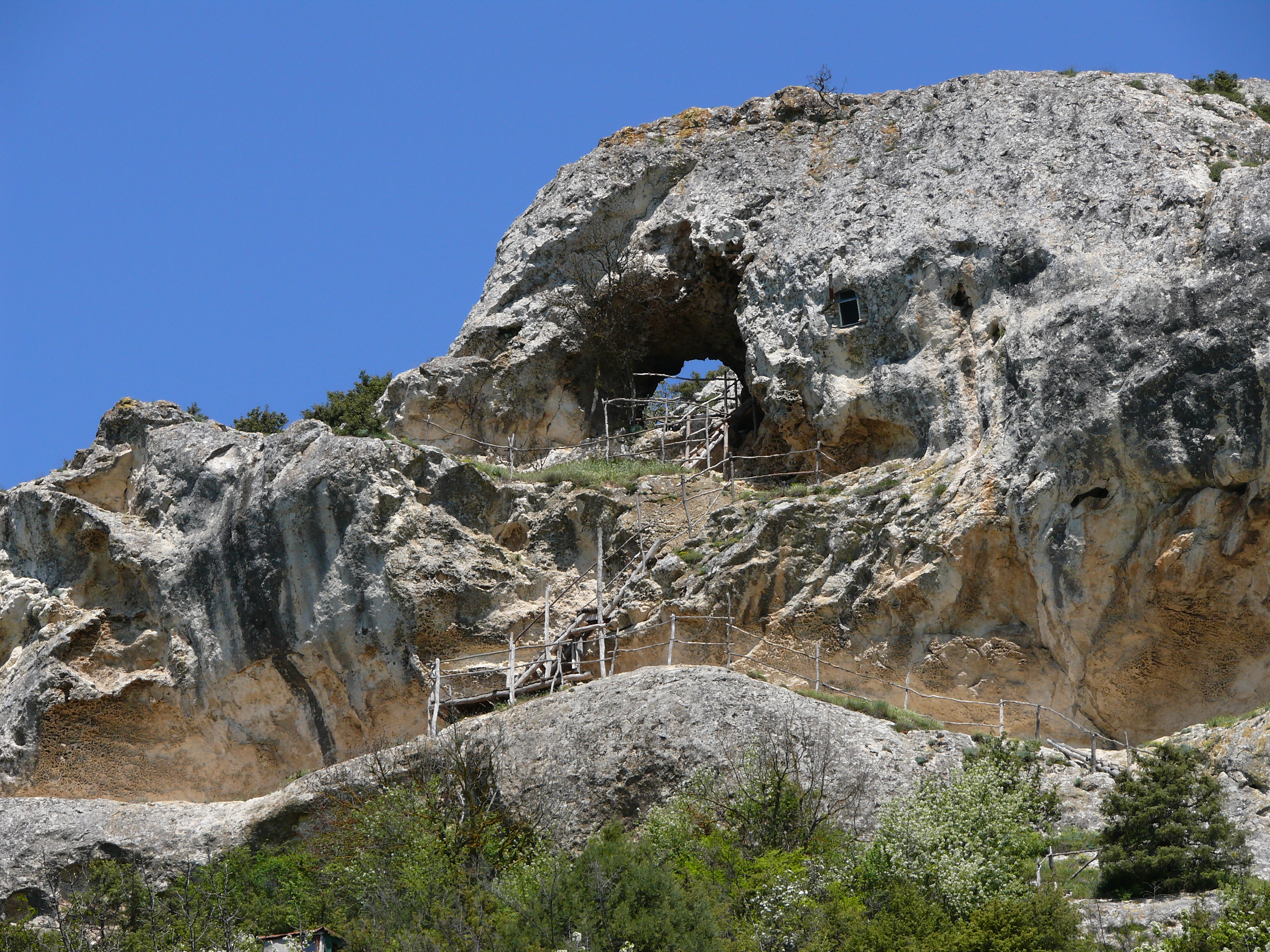
Челтер-Мармара вид со стороны Шулдана
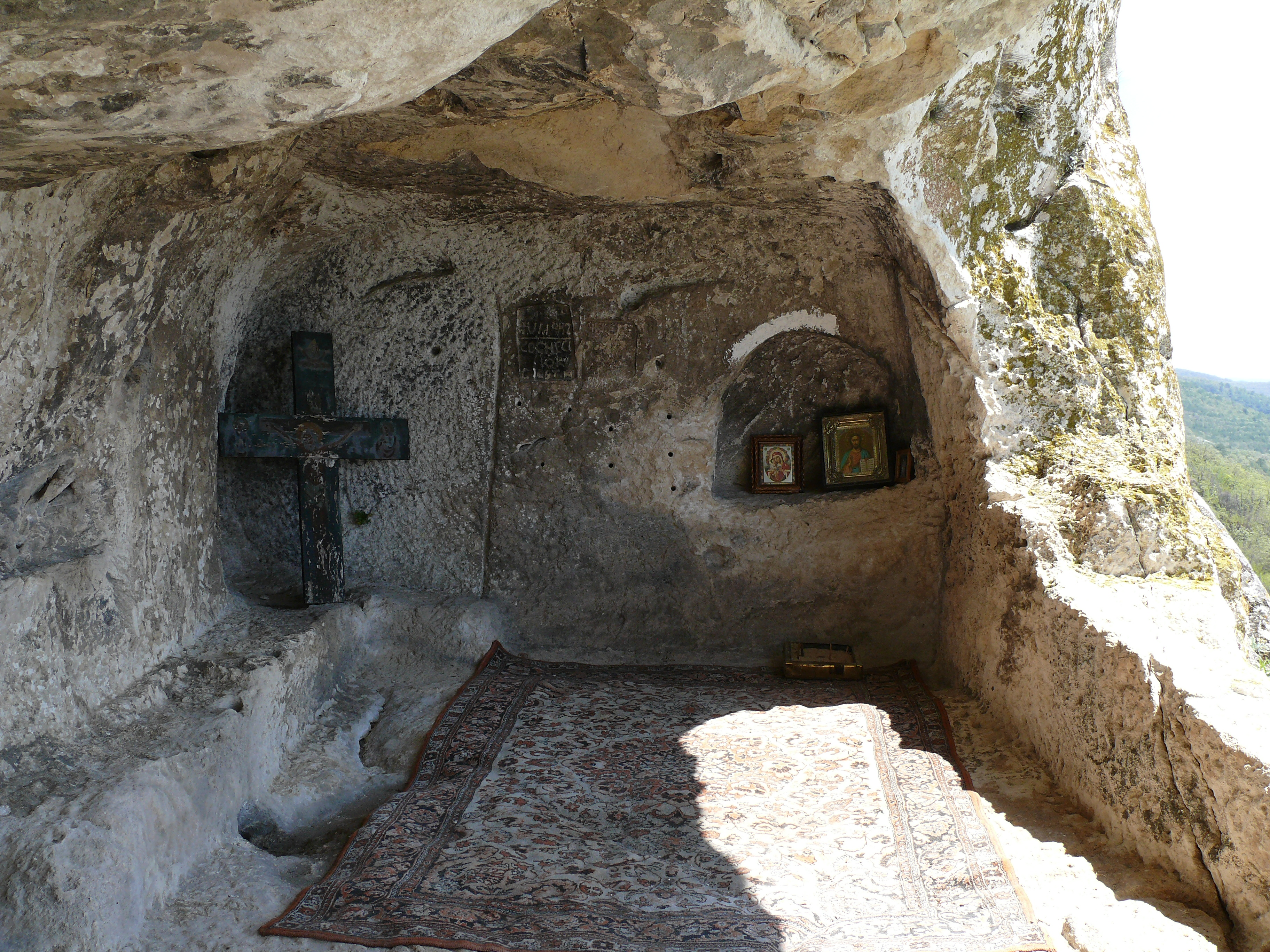
Одна из келий монастыря в пещере